# Triplaris weigeltiana
Triplaris weigeltiana là một loài thực vật có hoa trong họ Rau răm. Loài này được (Rchb.) Kuntze miêu tả khoa học đầu tiên năm 1898.